# Dapsa tyrrhena
Dapsa tyrrhena es una especie de coleóptero de la familia Endomychidae.

## Distribución geográfica
Habita en Italia.